# Urocotyledon wolterstorffi
Espèce
Synonymes
- Diplodactylus wolterstorff Tornier, 1900

Urocotyledon wolterstorffi est une espèce de geckos de la famille des Gekkonidae.

## Répartition
Cette espèce est endémique de Tanzanie. Elle se rencontre dans les monts Usambara et les monts Uluguru.

## Étymologie
Cette espèce est nommée en l'honneur de Willy Wolterstorff.

## Publication originale
- Tornier, 1900 : Neue Liste der Crocodilen, Schildkröten und Eidechsen Deutsch-Ost-Afrikas. Zoologische Jahrbücher Abteilung für Systematik, Geographie und Biologie der Tiere, Jena, vol. 13, p. 579-681 (texte intégral).